# اووه شیسکاله
اووه شیسکاله (انگلیسی: Uwe Tschiskale؛ زادهٔ ۹ ژوئیهٔ ۱۹۶۲) بازیکن فوتبال اهل آلمان است.
از باشگاه‌هایی که در آن بازی کرده‌است می‌توان به باشگاه فوتبال بایرن مونیخ و باشگاه فوتبال شالکه ۰۴ اشاره کرد.